# Маг (музичка група)
Маг је српска поп-денс група активна крајем девесетих и почетком двехиљадитих. Издали су три албума. Групу су чинили прво Данијел и Мари Мари, а касније је Марију заменила Тијана, група се распала 2005. године. Данијел Богдановић је после распада групе свирао са ОК Бендом. Био је ожењен Соњом Богдановић са којом има сина. Супруга му се двадесет година борила са нон-хочкин лимфомом, и преминула је од канцера 2019. Радио је и као аранжер, урадио је аранжман за песму "Унапред готово" Северине и Петра Граша. Марија је после одласка из групе започела соло каријеру и има своју школу певања, а Тијана се више не бави музиком.

## Чланови
- Данијел Богдановић - вокал, клавијатуре
- Марија Марић - вокал
- Тијана Јеремић - вокал

## Дискографија

### Албуми
- Буђење Сити Рекордс (1999)
- Заљубљени Сити Рекордс (2000)
- Пред Богом Сити Рекордс (2002)
- Кише јесење Сити Рекордс (2004)

### Синглови
- Воз (2000) Сунчане скале
- Заљубљени (2001)
- Ко са тобом гајбу дели (2001) Зрењанински фестивал
- Горске очи (2001) Подгорица фестивал
- Не дам те њој (2002)
- Кише јесење (2004)